# Фирсово (Туринский муниципальный округ)
Фирсово — деревня в Туринском городском округе Свердловской области, России.

## Географическое положение
Деревня Фирсово муниципального образования «Туринского городского округа» расположена в 30 километрах к западу от города Туринска (по автотрассе — 35 километров), в нижнем течении реки Чукреевка (правый приток реки Чернушка).

## Население
| 2002 | 2010 | 2021 |
| ---- | ---- | ---- |
| 179  | ↘114 | ↘85  |